# Szövetség a Békéért és a Szabadságért
A Szövetség a Békéért és a Szabadságért (angolul: Alliance for Peace and Freedom) egy szélsőjobboldali nemzeti szövetség, amit 2015-ben alapítottak Európában. Elődje az Európai Nemzeti Front.

## Pártok
- Új Osztag (Olaszország)
- Arany Hajnal (Görögország)
- Dánok Pártja (Dánia)
- Német Nemzeti Demokrata Párt (Németország)
- A Mi Szlovákiánk Néppárt (Szlovákia)
- Noua Dreapta (Románia)
- Egyesült Románia Párt (Románia)
- Nemzeti Demokrácia (Spanyolország)
- Brit Összefogás Párt (Anglia)

## Ideológiája
A Nemzeti szövetség ideológia hátterét a neofasizmus, a neonácizmus, az antiszemitizmus és az euroszkepticizmus adják.